# Kilindi (Distrikt)
Kilindi ist ein Distrikt in der Region Tanga in Tansania mit dem Verwaltungssitz in Songe. Der Distrikt grenzt im Westen und im Norden an die Region Manyara, im Osten an die Distrikte Handeni und Handeni (TC), im Südosten an die Region Pwani und im Süden an die Region Morogoro.

## Geographie
Kilindi hat eine Fläche von 6129 Quadratkilometer und 398.391 Einwohner (Volkszählung 2022). Das Land liegt in einer Seehöhe von 300 bis 1700 Meter. Es steigt von einer Ebene im Osten hügelig zur tansanischen Hochebene und nach Westen zu den Nguru Mountains an. Das Klima im Distrikt ist trocken bis halbtrocken. Im Osten regnet es jährlich 800 bis 1000 Millimeter, auf dem zentralen Plateau 400 bis 800 Millimeter und im Nordwesten nur 400 bis 500 Millimeter im Jahr. Die unregelmäßigen Niederschläge fallen in zwei Regenzeiten. Kurze Schauer gibt es von Oktober bis Jänner, länger regnet es von Februar bis Juni. Die Durchschnittstemperatur liegt bei 25 Grad Celsius. Am kühlsten ist es von Mai bis Juni mit 13 Grad, am wärmsten mit 30 Grad Celsius in den Monaten August bis Februar. Eine Auswertung der Daten von 1986 bis 2016 zeigt, dass die Niederschläge abnehmen und die Temperaturen steigen.

## Geschichte
Kilindi wurde im Jahr 2003 zum eigenständigen Distrikt erklärt.

## Verwaltungsgliederung
Der Distrikt besteht aus 21 Bezirken (Wards):
- Bokwa
- Jaila
- Kibirashi
- Kikunde
- Kilindi
- Kilwa
- Kimbe
- Kisangasa
- Kwediboma
- Kwekivu
- Lwande
- Mabalanga
- Masagalu
- Mkindi
- Msanja
- Mvungwe
- Negero
- Pagwi
- Saunyi
- Songe
- Tunguli

| Die Einwohnerzahl stieg von 143.792 bei der Volkszählung 2002 auf 236.833 im Jahr 2012. Das entspricht einem jährlichen Wachstum von fünf Prozent und einer Verdopplungszeit von 14 Jahren. Von der Volkszählung 2012 bis 2022 gab es einen jährlichen Bevölkerungszuwachs von 5,3 Prozent. \| Volkszählung \| Einwohner \| \| ------------ \| --------- \| \| 1988 \| 88.666 \| \| 2002 \| 143.792 \| \| 2012 \| 236.833 \| \| 2022 \| 398.391 \| Von den Überfünfjährigen sprachen 48 Prozent Swahili, vier Prozent Englisch und Swahili, 47 Prozent waren Analphabeten (Stand 2012). | Die zur Anzeige dieser Grafik verwendete Erweiterung wurde dauerhaft deaktiviert. Wir arbeiten aktuell daran, diese und weitere betroffene Grafiken auf ein neues Format umzustellen. (Mehr dazu) |
| Volkszählung | Einwohner |
| 1988 | 88.666 |
| 2002 | 143.792 |
| 2012 | 236.833 |
| 2022 | 398.391 |

- Bildung: Im Distrikt befinden sich 111 Grundschulen und 22 weiterführende Schulen.[9]
- Gesundheit: Für die medizinische Versorgung der Bevölkerung sorgen ein Krankenhaus, drei Gesundheitszentren und 33 Apotheken.[9]

| - Landwirtschaft: Die Landwirtschaft ist der wichtigste Wirtschaftszweig im Distrikt. Der Ackerbau wird überwiegend von Kleinbauern betrieben. Die Hauptanbauprodukte sind Mais, Bohnen, Sonnenblumen, Maniok, Süßkartoffeln, Hirse, Mangos, Bananen und Zuckerrohr. In letzter Zeit werden auch Cashewnüsse und dürreresistente Erbsen angebaut (Stand 2020). Im Jahr 2012 beschäftigten sich von den 55.000 Haushalten 39.000 mit Ackerbau, 21.000 hielten auch Nutztiere. Am häufigsten gehalten wurden Geflügel, Ziegen und Rinder. - Straßen: Im Distrikt gibt es keine Nationalstraßen, die regionalen Straßen sind nicht asphaltiert. | Die zur Anzeige dieser Grafik verwendete Erweiterung wurde dauerhaft deaktiviert. Wir arbeiten aktuell daran, diese und weitere betroffene Grafiken auf ein neues Format umzustellen. (Mehr dazu) |

## Politik
In Kilindi wird alle fünf Jahre ein Distriktrat (District council) gewählt. Den Vorsitz im Rat führt Mussa M. Semdoe (Stand 2020).[veraltet]